# Brug 712
Brug 712 is een kunstwerk in Amsterdam Nieuw-West (Slotervaart).

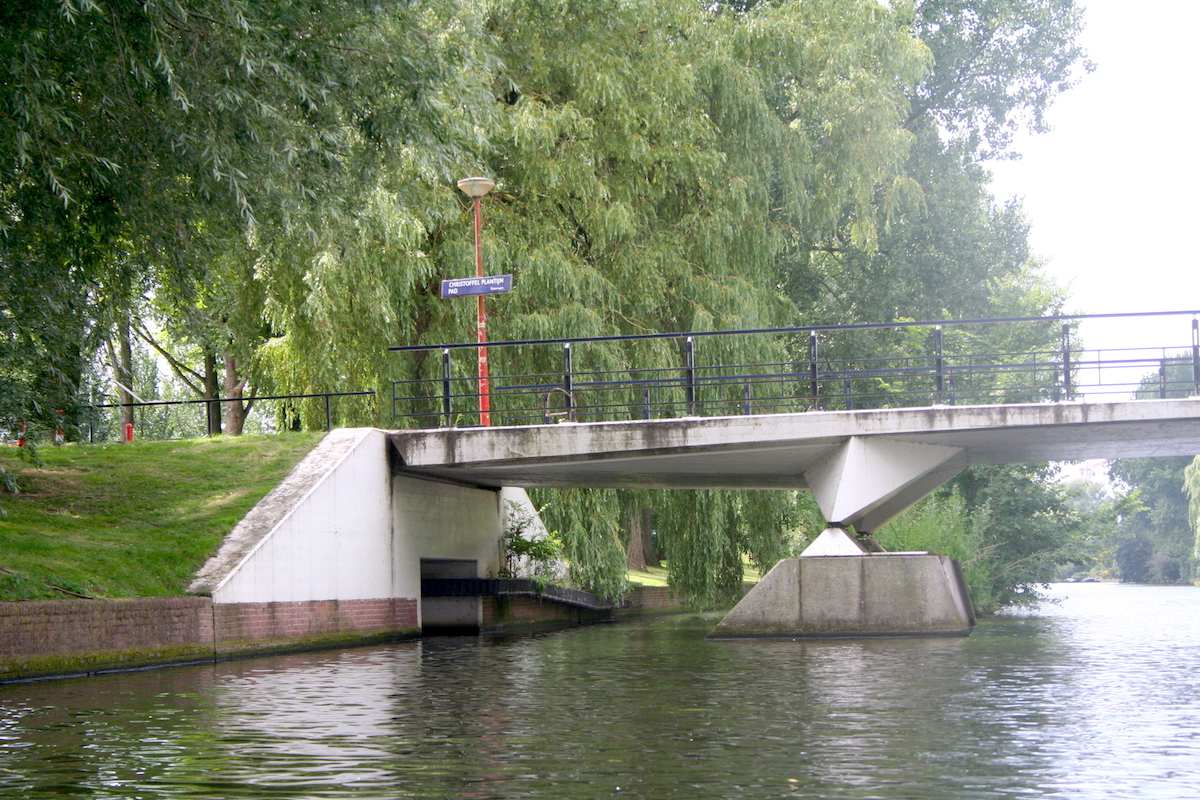
Brug nr. 711 gezien vanaf de Slotervaart, met links onder de brug de toegang tot Duiker nr. 712. Foto: Erik Swierstra.

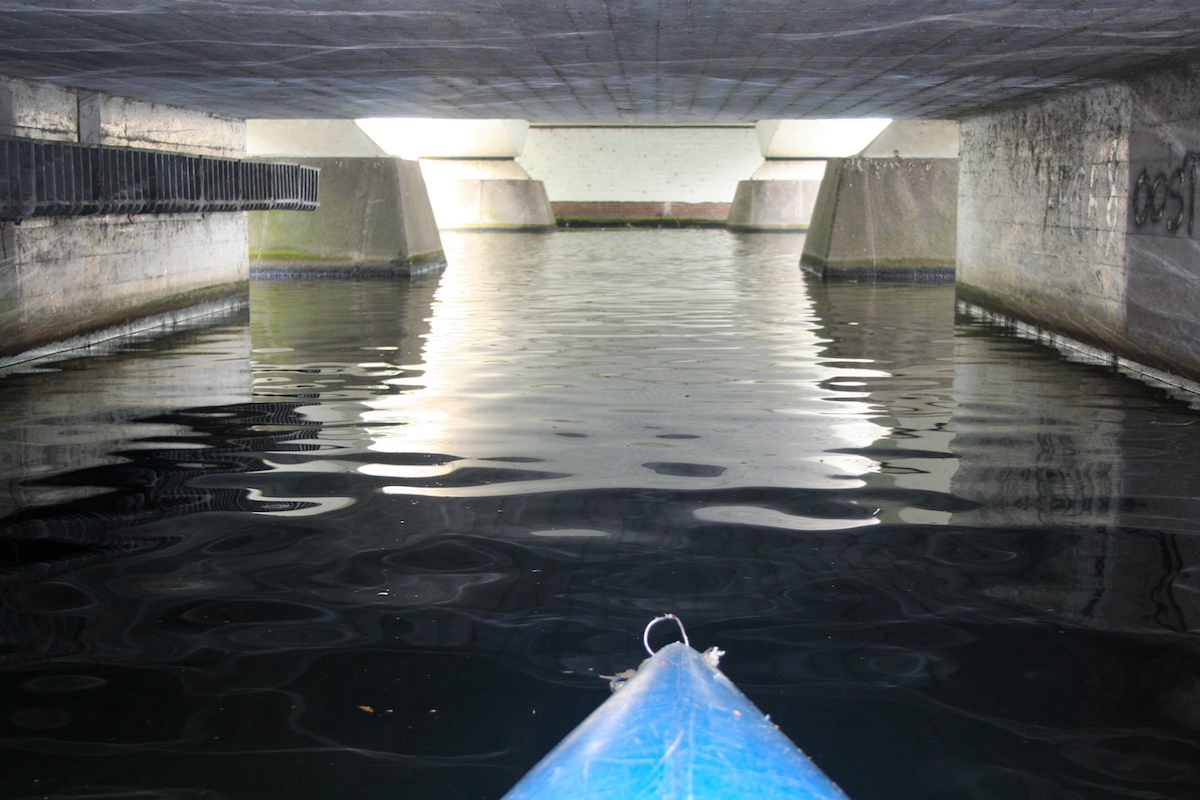
De uitgang van Duiker nr. 712 gezien richting de Slotervaart naar de onderkant van Brug nr. 711. Foto: Erik Swierstra.

De brug is gelegen over een duiker. Zij vormt de verbinding tussen een sloot die aan de oostkant parallel loopt met het Christoffel Plantijnpad en de Slotervaart.
Het ontwerp voor de brug is van Dick Slebos van de Dienst der Publieke Werken. Hij ontwierp bijna alle bruggen bij genoemd pad. Bovendien is de noordzijde van de duiker geïntegreerd in het zuidelijk landhoofd van de Piet Römerbrug, ook van Slebos. Die duiker is behoorlijk hoog uitgevoerd; het was de bedoeling dat klein baggermaterieel er door kon varen naar en van de Slotervaart. De brug eroverheen werd in twee fasen gebouwd; de Plesmanlaan was destijds al een belangrijke doorvoerweg, totale afsluiting was onwenselijk omdat men dan ver moest omrijden of omlopen. De duiker maakt vanaf het zuiden direct een bocht en ligt vervolgens vrijwel loodrecht onder de Plesmanlaan. 
Zo opvallend als de Piet Römerbrug over het water ligt, zo onopvallend ligt de duikerbrug. De zuidelijke opening is bijna geheel onzichtbaar door de flora; de noordkant ligt onder een brug. De vorm van de boezem naar de duiker is afwijkend; de ingang van het bouwwerk ligt er als een hoefijzer omheen.
<<< · 700 · 701 · 702 · 703 · 704 · 705 · 706 · 707 · 708 · 709 · 710 · 711 · 712 · 713 · 714 · 715 · 716 · 717 · 718 · 719 · 720 · 721 · 722 · 725 · 726 · 729 · 730-738 · 739 · 740 · 741 · 742 · 743 · 744 · 745 · 746 · 747 · 748 · 749 · 751 · 752 · 753 · 754 · 755 · 756 · 757 · 758 · 759 · 760 · 761 · 762 · 763 · 764 · 765 · 766 · 767 · 768 · 769 · 770 · 771 · 772 · 773 · 775 · 776 · 777 · 778 · 779 · 780 · 781 · 782 · 783 · 784 · 786 · 787 · 788 · 789 · 790 · 791 · 792 · 793 · 794 · 795 · 797 · >>>
Brugnummers  723, 724, 727, 728, 750, 774, 785, 796 (niet gerealiseerde brug over de Slotervaart), 798 en 799 zijn niet vergeven.